# 디노 이슬라모비치
디노 이슬라모비치(세르비아어: Дино Исламовић / Dino Islamović, 1994년 1월 17일 ~ )는 몬테네그로의 스웨덴 출신 몬테네그로의 축구 선수다. 포지션은 공격수다.